# Ulduz
Ulduz – stacja na linii 1 i linii 2 bakijskiego metra, położona między stacjami Nəriman Nərimanov i Koroğlu.

## Opis
Stacja została otwarta 5 maja 1970 r.
28 października 1995 r. w pociągu jadącym ze stacji Ulduz do stacji Nəriman Nərimanov wybuchł pożar. To zdarzenie jest uważane za największy wypadek metra w historii.